# Maclura andamanica
Maclura andamanica là một loài thực vật có hoa trong họ Moraceae. Loài này được (King ex J.D. Hooker) C.C. Berg mô tả khoa học đầu tiên năm 1986.